# Microkayla pinguis
Microkayla pinguis is een kikker uit de familie Craugastoridae. De soort komt voor in Bolivia. Microkayla pinguis wordt bedreigd door het verlies van habitat.